# De Drij Pistolen

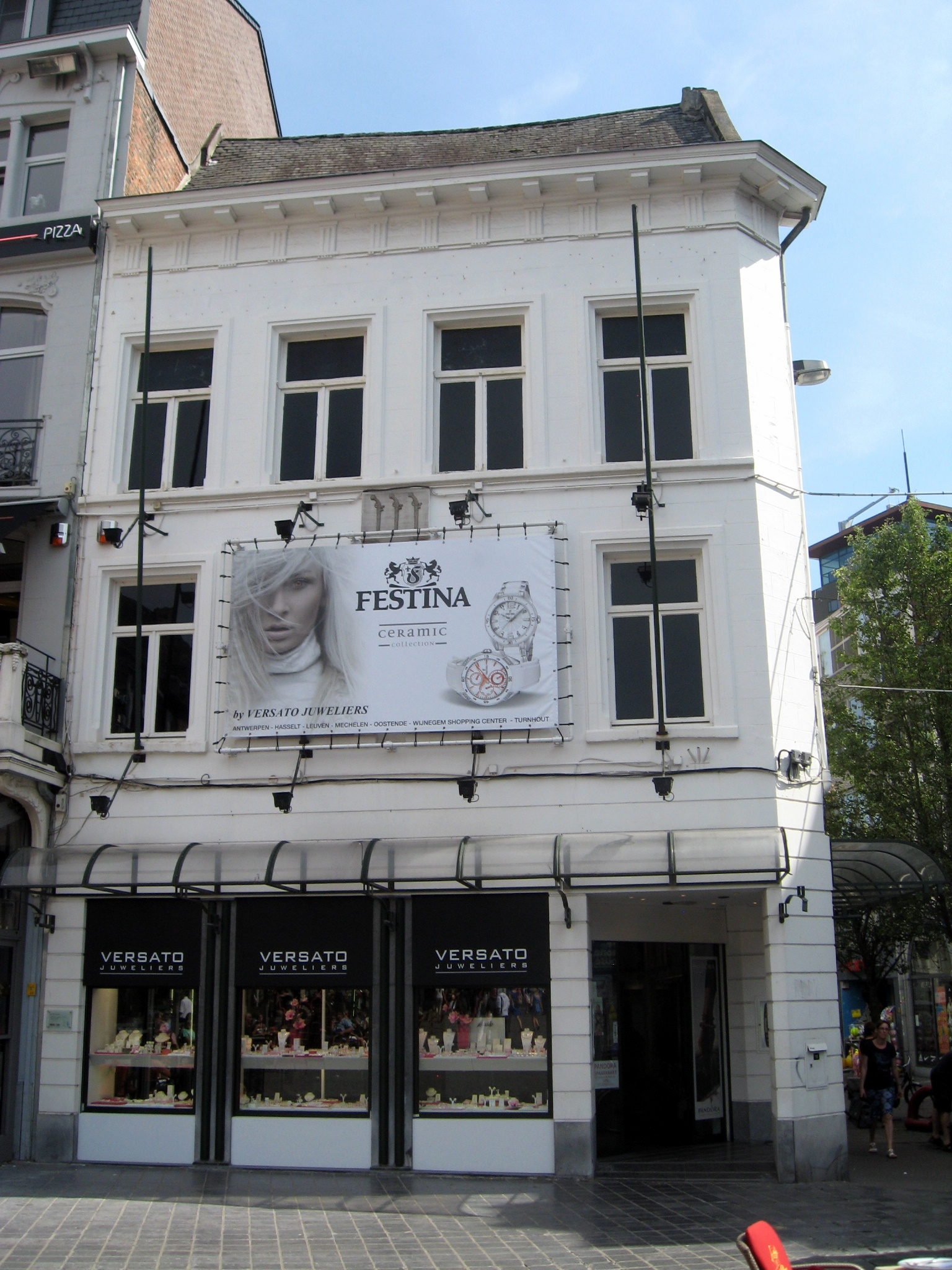
De Drij Pistolen

De Drij Pistolen is een hoekhuis aan de Grote Markt 15, hoek Maastrichterstraat in het Belgische Hasselt.

## Geschiedenis
In de 15e eeuw stond hier een huis met de naam: In den Valck, in de 17e eeuw was dat: De Gulden Valck en vanaf 1695 De Drij Pistolen. Met een pistool werd overigens niet het handwapen bedoeld, doch de spaanse munt Dubloen, buiten Spanje ook wel bekend als Pistool. Een maaltijd zou drie pistolen gekost hebben. Ondanks dat staat het gelijknamige handwapen in drievoud op de gevelsteen, uit 1730, afgebeeld. De huidige gevel heeft overigens een aanblik die in de 19e eeuw tot stand is gekomen, hoewel de kern 17e-eeuws is.
Het huis was lange tijd een horecagelegenheid. Zo was het een herberg, en in de 19e eeuw een café-restaurant waar de gegoede burgerij bijeenkwam. Vervolgens werd het een hotel, eveneens De Drie Pistolen genaamd. In 1964 werd het echter een bankgebouw: Een filiaal van de Antwerpse Hypotheekkas werd erin gevestigd. In 1973 kwam de Algemene Spaar- en Lijfrentekas (ASLK) in het pand, die daar in sfeervolle lokalen een volledig en modern dienstbetoon ten toon spreidde. In 1974 vertrok deze instelling weer naar een nieuw pand, en uiteindelijk vestigde zich een juwelier in het pand, dat in 1980 de monumentenstatus verwierf. En sinds 2020 heeft KFC zich in het gebouw genesteld.